# 4281 Pounds
4281 Pounds è un asteroide della fascia principale del diametro medio di circa 14,6 km. Scoperto nel 1985, presenta un'orbita caratterizzata da un semiasse maggiore pari a 2,4641858 UA e da un'eccentricità di 0,1114031, inclinata di 0,72830° rispetto all'eclittica.